# Colby Pearce
Colby Pearce (nascido em 12 de junho de 1972) é um ex-ciclista norte-americano que competiu no ciclismo nos Jogos Olímpicos de Verão de 2004, representando os Estados Unidos.